# استیون لامرتینک
استیون لامرتینک (هلندی: Steven Lammertink؛ زادهٔ ۴ دسامبر ۱۹۹۳) دوچرخه‌سوار اهل هلند است.
از باشگاه‌هایی که در آن رکاب زده‌است می‌توان به تیم سانوب، تیم لوتوان‌ال–یومبو، و تیم دوچرخه‌سواری ویتال کونسپت اشاره کرد.